# Île Craft
Pour les articles homonymes, voir Craft.
L'île Craft est une île de l'État de Washington aux États-Unis appartenant administrativement au comté de Skagit.

## Description
Située dans le delta du Skagit, elle s'étend sur plus de 200 m de longueur pour une largeur d'environ 120 m. 